# زمین‌لرزه لار
زمین‌لرزه لار ممکن است به یکی از موارد زیر اشاره داشته باشد:
- زمین‌لرزه ۱۳۳۹ لار
- زمین‌لرزه ۱۳۴۰ لار